# Liste der Olympiasieger im Schwimmen/Medaillengewinnerinnen
Diese Liste ist Teil der Liste der Olympiasieger im Schwimmen. Sie führt sämtliche Medaillengewinnerinnen in den Schwimmwettbewerben bei Olympischen Sommerspielen auf. Die Liste ist gegliedert nach Wettbewerben, die aktuell zum Wettkampfprogramm gehören und nach nicht mehr ausgetragenen Wettbewerben.

## Heutige Wettbewerbe

### 50 m Freistil
| Olympia | Gold                | Silber                   | Bronze                      |
| ------- | ------------------- | ------------------------ | --------------------------- |
| 1988    | Kristin Otto        | Yang Wenyi               | Katrin Meißner Jill Sterkel |
| 1992    | Yang Wenyi          | Zhuang Yong              | Angel Martino               |
| 1996    | Amy Van Dyken       | Le Jingyi                | Sandra Völker               |
| 2000    | Inge de Bruijn      | Therese Alshammar        | Dara Torres                 |
| 2004    | Inge de Bruijn      | Malia Metella            | Lisbeth Lenton              |
| 2008    | Britta Steffen      | Dara Torres              | Cate Campbell               |
| 2012    | Ranomi Kromowidjojo | Aljaksandra Herassimenja | Marleen Veldhuis            |
| 2016    | Pernille Blume      | Simone Manuel            | Aljaksandra Herassimenja    |
| 2020    | Emma McKeon         | Sarah Sjöström           | Pernille Blume              |
| 2024    | Sarah Sjöström      | Meg Harris               | Zhang Yufei                 |

### 100 m Freistil
| Olympia | Gold                              | Silber                     | Bronze                     |
| ------- | --------------------------------- | -------------------------- | -------------------------- |
| 1912    | Fanny Durack                      | Mina Wylie                 | Jennie Fletcher            |
| 1920    | Ethelda Bleibtrey                 | Irene Guest                | Frances Schroth            |
| 1924    | Ethel Lackie                      | Mariechen Wehselau         | Gertrude Ederle            |
| 1928    | Albina Osipowich                  | Eleanor Saville            | Margaret Cooper            |
| 1932    | Helene Madison                    | Willy den Ouden            | Eleanor Saville            |
| 1936    | Hendrika Mastenbroek              | Jeanette Campbell          | Gisela Arendt              |
| 1948    | Greta Andersen                    | Ann Curtis                 | Marie-Louise Linssen       |
| 1952    | Katalin Szőke                     | Hannie Termeulen           | Judit Temes                |
| 1956    | Dawn Fraser                       | Lorraine Crapp             | Faith Leech                |
| 1960    | Dawn Fraser                       | Christina von Saltza       | Natalie Steward            |
| 1964    | Dawn Fraser                       | Sharon Stouder             | Kathleen Ellis             |
| 1968    | Jan Henne                         | Susan Pedersen             | Linda Gustavson            |
| 1972    | Sandy Neilson                     | Shirley Babashoff          | Shane Gould                |
| 1976    | Kornelia Ender                    | Petra Priemer              | Enith Brigitha             |
| 1980    | Barbara Krause                    | Caren Metschuck            | Ines Diers                 |
| 1984    | Carrie Steinseifer Nancy Hogshead | –                          | Annemarie Verstappen       |
| 1988    | Kristin Otto                      | Zhuang Yong                | Catherine Plewinski        |
| 1992    | Zhuang Yong                       | Jenny Thompson             | Franziska van Almsick      |
| 1996    | Le Jingyi                         | Sandra Völker              | Angel Martino              |
| 2000    | Inge de Bruijn                    | Therese Alshammar          | Jenny Thompson Dara Torres |
| 2004    | Jodie Henry                       | Inge de Bruijn             | Natalie Coughlin           |
| 2008    | Britta Steffen                    | Lisbeth Trickett           | Natalie Coughlin           |
| 2012    | Ranomi Kromowidjojo               | Aljaksandra Herassimenja   | Tang Yi                    |
| 2016    | Simone Manuel Penny Oleksiak      | –                          | Sarah Sjöström             |
| 2020    | Emma McKeon                       | Siobhan Bernadette Haughey | Cate Campbell              |
| 2024    | Sarah Sjöström                    | Torri Huske                | Siobhan Bernadette Haughey |

### 200 m Freistil
| Olympia | Gold                | Silber                     | Bronze                     |
| ------- | ------------------- | -------------------------- | -------------------------- |
| 1968    | Debbie Meyer        | Jan Henne                  | Jane Barkman               |
| 1972    | Shane Gould         | Shirley Babashoff          | Keena Rothhammer           |
| 1976    | Kornelia Ender      | Shirley Babashoff          | Enith Brigitha             |
| 1980    | Barbara Krause      | Ines Diers                 | Carmela Schmidt            |
| 1984    | Mary Wayte          | Cynthia Woodhead           | Annemarie Verstappen       |
| 1988    | Heike Friedrich     | Silvia Poll                | Manuela Stellmach          |
| 1992    | Nicole Haislett     | Franziska van Almsick      | Kerstin Kielgaß            |
| 1996    | Claudia Poll        | Franziska van Almsick      | Dagmar Hase                |
| 2000    | Susie O’Neill       | Martina Moravcová          | Claudia Poll               |
| 2004    | Camelia Potec       | Federica Pellegrini        | Solenne Figuès             |
| 2008    | Federica Pellegrini | Sara Isakovič              | Pang Jiaying               |
| 2012    | Allison Schmitt     | Camille Muffat             | Bronte Barratt             |
| 2016    | Katie Ledecky       | Sarah Sjöström             | Emma McKeon                |
| 2020    | Ariarne Titmus      | Siobhan Bernadette Haughey | Penny Oleksiak             |
| 2024    | Mollie O’Callaghan  | Ariarne Titmus             | Siobhan Bernadette Haughey |

### 400 m Freistil
| Olympia | Gold                 | Silber             | Bronze            |
| ------- | -------------------- | ------------------ | ----------------- |
| 1924    | Martha Norelius      | Helen Wainwright   | Gertrude Ederle   |
| 1928    | Martha Norelius      | Marie Braun        | Josephine McKim   |
| 1932    | Helene Madison       | Lenore Kight       | Jenny Maakal      |
| 1936    | Hendrika Mastenbroek | Ragnhild Hveger    | Lenore Kight      |
| 1948    | Ann Curtis           | Karen Harup        | Catherine Gibson  |
| 1952    | Valéria Gyenge       | Éva Novák          | Evelyn Kawamoto   |
| 1956    | Lorraine Crapp       | Dawn Fraser        | Sylvia Ruuska     |
| 1960    | Christina von Saltza | Jane Cederqvist    | Tineke Lagerberg  |
| 1964    | Virginia Duenkel     | Marilyn Ramenofsky | Terri Stickles    |
| 1968    | Debbie Meyer         | Linda Gustavson    | Karen Moras       |
| 1972    | Shane Gould          | Novella Calligaris | Gudrun Wegner     |
| 1976    | Petra Thümer         | Shirley Babashoff  | Shannon Smith     |
| 1980    | Ines Diers           | Petra Schneider    | Carmela Schmidt   |
| 1984    | Tiffany Cohen        | Sarah Hardcastle   | June Croft        |
| 1988    | Janet Evans          | Heike Friedrich    | Anke Möhring      |
| 1992    | Dagmar Hase          | Janet Evans        | Hayley Lewis      |
| 1996    | Michelle Smith       | Dagmar Hase        | Kirsten Vlieghuis |
| 2000    | Brooke Bennett       | Diana Munz         | Claudia Poll      |
| 2004    | Laure Manaudou       | Otylia Jędrzejczak | Kaitlin Sandeno   |
| 2008    | Rebecca Adlington    | Katie Hoff         | Joanne Jackson    |
| 2012    | Camille Muffat       | Allison Schmitt    | Rebecca Adlington |
| 2016    | Katie Ledecky        | Jazmin Carlin      | Leah Smith        |
| 2020    | Ariarne Titmus       | Katie Ledecky      | Li Bingjie        |
| 2024    | Ariarne Titmus       | Summer McIntosh    | Katie Ledecky     |

### 800 m Freistil
| Olympia | Gold              | Silber             | Bronze               |
| ------- | ----------------- | ------------------ | -------------------- |
| 1968    | Debbie Meyer      | Pamela Kruse       | María Teresa Ramírez |
| 1972    | Keena Rothhammer  | Shane Gould        | Novella Calligaris   |
| 1976    | Petra Thümer      | Shirley Babashoff  | Wendy Weinberg       |
| 1980    | Michelle Ford     | Ines Diers         | Heike Dähne          |
| 1984    | Tiffany Cohen     | Michele Richardson | Sarah Hardcastle     |
| 1988    | Janet Evans       | Astrid Strauß      | Julie McDonald       |
| 1992    | Janet Evans       | Hayley Lewis       | Jana Henke           |
| 1996    | Brooke Bennett    | Dagmar Hase        | Kirsten Vlieghuis    |
| 2000    | Brooke Bennett    | Jana Klotschkowa   | Kaitlin Sandeno      |
| 2004    | Ai Shibata        | Laure Manaudou     | Diana Munz           |
| 2008    | Rebecca Adlington | Alessia Filippi    | Lotte Friis          |
| 2012    | Katie Ledecky     | Mireia Belmonte    | Rebecca Adlington    |
| 2016    | Katie Ledecky     | Jazmin Carlin      | Boglárka Kapás       |
| 2020    | Katie Ledecky     | Ariarne Titmus     | Simona Quadarella    |
| 2024    | Katie Ledecky     | Ariarne Titmus     | Paige Madden         |

### 1500 m Freistil
| Olympia | Gold          | Silber                   | Bronze       |
| ------- | ------------- | ------------------------ | ------------ |
| 2020    | Katie Ledecky | Erica Sullivan           | Sarah Köhler |
| 2024    | Katie Ledecky | Anastasiia Kirpichnikova | Isabel Gose  |

### 100 m Rücken
| Olympia | Gold                | Silber               | Bronze                 |
| ------- | ------------------- | -------------------- | ---------------------- |
| 1924    | Sybil Bauer         | Phyllis Harding      | Aileen Riggin          |
| 1928    | Marie Braun         | Ellen King           | Margaret Cooper        |
| 1932    | Eleanor Holm        | Bonnie Mealing       | Valerie Davies         |
| 1936    | Nida Senff          | Hendrika Mastenbroek | Alice Bridges          |
| 1948    | Karen Harup         | Suzanne Zimmermann   | Judy-Joy Davies        |
| 1952    | Joan Harrison       | Geertje Wielema      | Jean Stewart           |
| 1956    | Judy Grinham        | Carin Cone           | Margaret Edwards       |
| 1960    | Lynn Burke          | Natalie Steward      | Satoko Tanaka          |
| 1964    | Cathy Ferguson      | Christine Caron      | Virginia Duenkel       |
| 1968    | Kaye Hall           | Elaine Tanner        | Jane Swagerty          |
| 1972    | Melissa Belote      | Andrea Gyarmati      | Susie Atwood           |
| 1976    | Ulrike Richter      | Birgit Treiber       | Nancy Garapick         |
| 1980    | Rica Reinisch       | Ina Kleber           | Petra Riedel           |
| 1984    | Theresa Andrews     | Betsy Mitchell       | Jolanda de Rover       |
| 1988    | Kristin Otto        | Krisztina Egerszegi  | Cornelia Sirch         |
| 1992    | Krisztina Egerszegi | Tünde Szabó          | Lea Loveless           |
| 1996    | Beth Botsford       | Whitney Hedgepeth    | Marianne Kriel         |
| 2000    | Diana Mocanu        | Mai Nakamura         | Nina Zhivanevskaya     |
| 2004    | Natalie Coughlin    | Kirsty Coventry      | Laure Manaudou         |
| 2008    | Natalie Coughlin    | Kirsty Coventry      | Margaret Hoelzer       |
| 2012    | Missy Franklin      | Emily Seebohm        | Aya Terakawa           |
| 2016    | Katinka Hosszú      | Kathleen Baker       | Kylie Masse Fu Yuanhui |
| 2020    | Kaylee McKeown      | Kylie Masse          | Regan Smith            |
| 2024    | Kaylee McKeown      | Regan Smith          | Katharine Berkoff      |

### 200 m Rücken
| Olympia | Gold                | Silber              | Bronze                            |
| ------- | ------------------- | ------------------- | --------------------------------- |
| 1968    | Lillian Watson      | Elaine Tanner       | Kaye Hall                         |
| 1972    | Melissa Belote      | Susie Atwood        | Donna Gurr                        |
| 1976    | Ulrike Richter      | Birgit Treiber      | Nancy Garapick                    |
| 1980    | Rica Reinisch       | Cornelia Polit      | Birgit Treiber                    |
| 1984    | Jolanda de Rover    | Amy White           | Anca Pătrășcoiu                   |
| 1988    | Krisztina Egerszegi | Katrin Zimmermann   | Cornelia Sirch                    |
| 1992    | Krisztina Egerszegi | Dagmar Hase         | Nicole Stevenson                  |
| 1996    | Krisztina Egerszegi | Whitney Hedgepeth   | Cathleen Rund                     |
| 2000    | Diana Mocanu        | Roxana Mărăcineanu  | Miki Nakao                        |
| 2004    | Kirsty Coventry     | Stanislawa Komarowa | Antje Buschschulte Reiko Nakamura |
| 2008    | Kirsty Coventry     | Margaret Hoelzer    | Reiko Nakamura                    |
| 2012    | Missy Franklin      | Anastassija Sujewa  | Elizabeth Beisel                  |
| 2016    | Maya DiRado         | Katinka Hosszú      | Hilary Caldwell                   |
| 2020    | Kaylee McKeown      | Kylie Masse         | Emily Seebohm                     |
| 2024    | Kaylee McKeown      | Regan Smith         | Kylie Masse                       |

### 100 m Brust
| Olympia | Gold               | Silber                      | Bronze             |
| ------- | ------------------ | --------------------------- | ------------------ |
| 1968    | Đurđica Bjedov     | Galina Prosumenschtschikowa | Sharon Wichman     |
| 1972    | Catherine Carr     | Galina Prosumenschtschikowa | Beverley Whitfield |
| 1976    | Hannelore Anke     | Ljubow Russanowa            | Marina Koschewaja  |
| 1980    | Ute Geweniger      | Elwira Wassilkowa           | Susanne Nielsson   |
| 1984    | Petra van Staveren | Anne Ottenbrite             | Catherine Poirot   |
| 1988    | Tanja Dangalakowa  | Antoaneta Frenkewa          | Silke Hörner       |
| 1992    | Jelena Rudkowskaja | Anita Nall                  | Samantha Riley     |
| 1996    | Penelope Heyns     | Amanda Beard                | Samantha Riley     |
| 2000    | Megan Quann        | Leisel Jones                | Penelope Heyns     |
| 2004    | Luo Xuejuan        | Brooke Hanson               | Leisel Jones       |
| 2008    | Leisel Jones       | Rebecca Soni                | Mirna Jukić        |
| 2012    | Rūta Meilutytė     | Rebecca Soni                | Satomi Suzuki      |
| 2016    | Lilly King         | Julija Jefimowa             | Katie Meili        |
| 2020    | Lydia Jacoby       | Tatjana Schoenmaker         | Lilly King         |
| 2024    | Tatjana Smith      | Tang Qianting               | Mona McSharry      |

### 200 m Brust
| Olympia | Gold                        | Silber             | Bronze                      |
| ------- | --------------------------- | ------------------ | --------------------------- |
| 1924    | Lucy Morton                 | Agnes Geraghty     | Gladys Carson               |
| 1928    | Hilde Schrader              | Marie Baron        | Lotte Mühe                  |
| 1932    | Clare Dennis                | Hideko Maehata     | Else Jacobsen               |
| 1936    | Hideko Maehata              | Martha Genenger    | Inge Sørensen               |
| 1948    | Petronella van Vliet        | Beatrice Lyons     | Éva Novák                   |
| 1952    | Éva Székely                 | Éva Novák          | Elenor Gordon               |
| 1956    | Ursula Happe                | Éva Székely        | Eva-Maria ten Elsen         |
| 1960    | Anita Lonsbrough            | Wiltrud Urselmann  | Barbara Göbel               |
| 1964    | Galina Prosumenschtschikowa | Claudia Kolb       | Swetlana Babanina           |
| 1968    | Sharon Wichman              | Đurđica Bjedov     | Galina Prosumenschtschikowa |
| 1972    | Beverley Whitfield          | Dana Schoenfield   | Galina Prosumenschtschikowa |
| 1976    | Marina Koschewaja           | Marina Jurtschenja | Ljubow Russanowa            |
| 1980    | Lina Kačiušytė              | Swetlana Warganowa | Julija Bogdanowa            |
| 1984    | Anne Ottenbrite             | Susan Rapp         | Ingrid Lempereur            |
| 1988    | Silke Hörner                | Huang Xiaomin      | Antoaneta Frenkewa          |
| 1992    | Kyōko Iwasaki               | Lin Li             | Anita Nall                  |
| 1996    | Penelope Heyns              | Amanda Beard       | Ágnes Kovács                |
| 2000    | Ágnes Kovács                | Kristy Kowal       | Amanda Beard                |
| 2004    | Amanda Beard                | Leisel Jones       | Anne Poleska                |
| 2008    | Rebecca Soni                | Leisel Jones       | Sara Nordenstam             |
| 2012    | Rebecca Soni                | Satomi Suzuki      | Julija Jefimowa             |
| 2016    | Rie Kanetō                  | Julija Jefimowa    | Shi Jinglin                 |
| 2020    | Tatjana Schoenmaker         | Lilly King         | Annie Lazor                 |
| 2024    | Kate Douglass               | Tatjana Smith      | Tes Schouten                |

### 100 m Schmetterling
| Olympia | Gold               | Silber                 | Bronze              |
| ------- | ------------------ | ---------------------- | ------------------- |
| 1956    | Shelley Mann       | Nancy Ramey            | Mary Sears          |
| 1960    | Carolyn Schuler    | Marianne Heemskerk     | Jan Andrew          |
| 1964    | Sharon Stouder     | Ada Kok                | Kathleen Ellis      |
| 1968    | Lynette McClements | Ellie Daniel           | Susan Shields       |
| 1972    | Mayumi Aoki        | Roswitha Beier         | Andrea Gyarmati     |
| 1976    | Kornelia Ender     | Andrea Pollack         | Wendy Boglioli      |
| 1980    | Caren Metschuck    | Andrea Pollack         | Christiane Knacke   |
| 1984    | Mary T. Meagher    | Jenna Johnson          | Karin Seick         |
| 1988    | Kristin Otto       | Birte Weigang          | Qian Hong           |
| 1992    | Qian Hong          | Crissy Ahmann-Leighton | Catherine Plewinski |
| 1996    | Amy Van Dyken      | Liu Limin              | Angel Martino       |
| 2000    | Inge de Bruijn     | Martina Moravcová      | Dara Torres         |
| 2004    | Petria Thomas      | Otylia Jędrzejczak     | Inge de Bruijn      |
| 2008    | Lisbeth Trickett   | Christine Magnuson     | Jessicah Schipper   |
| 2012    | Dana Vollmer       | Lu Ying                | Alicia Coutts       |
| 2016    | Sarah Sjöström     | Penny Oleksiak         | Dana Vollmer        |
| 2020    | Margaret Mac Neil  | Zhang Yufei            | Emma McKeon         |
| 2024    | Torri Huske        | Gretchen Walsh         | Zhang Yufei         |

### 200 m Schmetterling
| Olympia | Gold               | Silber            | Bronze            |
| ------- | ------------------ | ----------------- | ----------------- |
| 1968    | Ada Kok            | Helga Lindner     | Ellie Daniel      |
| 1972    | Karen Moe          | Lynn Colella      | Ellie Daniel      |
| 1976    | Andrea Pollack     | Ulrike Tauber     | Rosemarie Kother  |
| 1980    | Ines Geißler       | Sybille Schönrock | Michelle Ford     |
| 1984    | Mary T. Meagher    | Karen Phillips    | Ina Beyermann     |
| 1988    | Kathleen Nord      | Birte Weigang     | Mary T. Meagher   |
| 1992    | Summer Sanders     | Wang Xiaohong     | Susie O’Neill     |
| 1996    | Susie O’Neill      | Petria Thomas     | Michelle Smith    |
| 2000    | Misty Hyman        | Susie O’Neill     | Petria Thomas     |
| 2004    | Otylia Jędrzejczak | Petria Thomas     | Yūko Nakanishi    |
| 2008    | Liu Zige           | Jiao Liuyang      | Jessicah Schipper |
| 2012    | Jiao Liuyang       | Mireia Belmonte   | Natsumi Hoshi     |
| 2016    | Mireia Belmonte    | Madeline Groves   | Natsumi Hoshi     |
| 2020    | Zhang Yufei        | Regan Smith       | Hali Flickinger   |
| 2024    | Summer McIntosh    | Regan Smith       | Zhang Yufei       |

### 200 m Lagen
| Olympia | Gold             | Silber                 | Bronze            |
| ------- | ---------------- | ---------------------- | ----------------- |
| 1968    | Claudia Kolb     | Susan Pedersen         | Jan Henne         |
| 1972    | Shane Gould      | Kornelia Ender         | Lynn Vidali       |
| 1984    | Tracy Caulkins   | Nancy Hogshead         | Michelle Pearson  |
| 1988    | Daniela Hunger   | Jelena Dendeberowa     | Noemi Lung        |
| 1992    | Lin Li           | Summer Sanders         | Daniela Hunger    |
| 1996    | Michelle Smith   | Marianne Limpert       | Lin Li            |
| 2000    | Jana Klotschkowa | Beatrice Câșlaru       | Cristina Teuscher |
| 2004    | Jana Klotschkowa | Amanda Beard           | Kirsty Coventry   |
| 2008    | Stephanie Rice   | Kirsty Coventry        | Natalie Coughlin  |
| 2012    | Ye Shiwen        | Alicia Coutts          | Caitlin Leverenz  |
| 2016    | Katinka Hosszú   | Siobhan-Marie O’Connor | Maya DiRado       |
| 2020    | Yui Ōhashi       | Alexandra Walsh        | Kate Douglass     |
| 2024    | Summer McIntosh  | Kate Douglass          | Kaylee McKeown    |

### 400 m Lagen
| Olympia | Gold                | Silber           | Bronze              |
| ------- | ------------------- | ---------------- | ------------------- |
| 1964    | Donna de Varona     | Sharon Finneran  | Martha Randall      |
| 1968    | Claudia Kolb        | Lynn Vidali      | Sabine Steinbach    |
| 1972    | Gail Neall          | Leslie Cliff     | Novella Calligaris  |
| 1976    | Ulrike Tauber       | Cheryl Gibson    | Becky Smith         |
| 1980    | Petra Schneider     | Sharron Davies   | Agnieszka Czopek    |
| 1984    | Tracy Caulkins      | Suzanne Landells | Petra Zindler       |
| 1988    | Janet Evans         | Noemi Lung       | Daniela Hunger      |
| 1992    | Krisztina Egerszegi | Lin Li           | Summer Sanders      |
| 1996    | Michelle Smith      | Allison Wagner   | Krisztina Egerszegi |
| 2000    | Jana Klotschkowa    | Yasuko Tajima    | Beatrice Câșlaru    |
| 2004    | Jana Klotschkowa    | Kaitlin Sandeno  | Georgina Bardach    |
| 2008    | Stephanie Rice      | Kirsty Coventry  | Katie Hoff          |
| 2012    | Ye Shiwen           | Elizabeth Beisel | Li Xuanxu           |
| 2016    | Katinka Hosszú      | Maya DiRado      | Mireia Belmonte     |
| 2020    | Yui Ōhashi          | Emma Weyant      | Hali Flickinger     |
| 2024    | Summer McIntosh     | Katie Grimes     | Emma Weyant         |

### 10 km Freiwasserschwimmen
| Olympia | Gold                  | Silber                | Bronze            |
| ------- | --------------------- | --------------------- | ----------------- |
| 2008    | Larissa Iltschenko    | Keri-Anne Payne       | Cassie Patten     |
| 2012    | Éva Risztov           | Haley Anderson        | Martina Grimaldi  |
| 2016    | Sharon van Rouwendaal | Rachele Bruni         | Poliana Okimoto   |
| 2020    | Ana Marcela Cunha     | Sharon van Rouwendaal | Kareena Lee       |
| 2024    | Sharon van Rouwendaal | Moesha Johnson        | Ginevra Taddeucci |

### 4 × 100 m Freistil
| Olympia | Gold | Silber | Bronze |
| ------- | --- | --- | --- |
| 1912    | Großbritannien Isabella Moore Jennie Fletcher Annie Speirs Irene Steer                                                              | Deutsches Reich Wally Dressel Louise Otto Hermine Stindt Grete Rosenberg                                                                 | Österreich Margarete Adler Klara Milch Josephine Sticker Bertha Zahourek                                                            |
| 1920    | Vereinigte Staaten Margaret Woodbridge Frances Schroth Irene Guest Ethelda Bleibtrey                                                | Großbritannien Hilda James Constance Jeans Charlotte Radcliffe Grace McKenzie                                                            | Schweden Aina Berg Emy Machnow Carin Nilsson Jane Gylling                                                                           |
| 1924    | Vereinigte Staaten Euphrasia Donnelly Gertrude Ederle Ethel Lackie Mariechen Wehselau                                               | Großbritannien Florence Barker Constance Jeans Grace McKenzie Vera Tanner                                                                | Schweden Aina Berg Gulli Ewerlund Wivan Pettersson Hjördis Töpel                                                                    |
| 1928    | Vereinigte Staaten Adelaide Lambert Albina Osipowich Eleanor Saville Martha Norelius                                                | Großbritannien Margaret Cooper Vera Tanner Sarah Stewart Ellen King                                                                      | Südafrika Rhoda Rennie Freddie van der Goes Mary Bedford Kathleen Russell                                                           |
| 1932    | Vereinigte Staaten Helen Johns Eleanor Saville Josephine McKim Helene Madison                                                       | Niederlande Willy den Ouden Maria Oversloot Corrie Laddé Marie Vierdag                                                                   | Großbritannien Margaret Cooper Valerie Davies Edna Hughes Helen Varcoe                                                              |
| 1936    | Niederlande Jopie Selbach Tini Wagner Willy den Ouden Hendrika Mastenbroek                                                          | Deutsches Reich Ruth Halbsguth Leni Lohmar Ingeborg Schmitz Gisela Arendt                                                                | Vereinigte Staaten Katherine Rawls Bernice Lapp Mavis Freeman Olive McKean                                                          |
| 1948    | Vereinigte Staaten Marie Corridon Thelma Kalama Brenda Helser Ann Curtis                                                            | Dänemark Eva Arndt Karen Harup Greta Andersen Fritze Carstensen                                                                          | Niederlande Irma Schumacher Margot Marsman Marie-Louise Linssen Hannie Termeulen                                                    |
| 1952    | Ungarn Ilona Novák Judit Temes Éva Novák Katalin Szőke                                                                              | Niederlande Marie-Louise Linssen Koosje van Voorn Hannie Termeulen Irma Schumacher                                                       | Vereinigte Staaten Jackie LaVine Mary Louise Stepan Jody Alderson Evelyn Kawamoto                                                   |
| 1956    | Australien Dawn Fraser Faith Leech Sandra Morgan Lorraine Crapp                                                                     | Vereinigte Staaten Sylvia Ruuska Shelley Mann Nancy Simons Joan Rosazza                                                                  | Südafrika Natalie Myburgh Susan Roberts Moira Abernethy Jeanette Myburgh                                                            |
| 1960    | Vereinigte Staaten Joan Spillane Shirley Stobs Carolyn Wood Christina von Saltza                                                    | Australien Dawn Fraser Ilsa Konrads Lorraine Crapp Alva Colquhoun                                                                        | Deutschland Christel Steffin Heidi Pechstein Gisela Weiß Ursel Brunner                                                              |
| 1964    | Vereinigte Staaten Sharon Stouder Donna de Varona Lillian Watson Kathleen Ellis                                                     | Australien Robyn Thorn Janice Murphy Lynette Bell Dawn Fraser                                                                            | Niederlande Pauline van der Wildt Toos Beumer Winnie van Weerdenburg Erica Terpstra                                                 |
| 1968    | Vereinigte Staaten Jane Barkman Linda Gustavson Susan Pedersen Jan Henne                                                            | DDR Martina Grunert Uta Schmuck Roswitha Krause Gabriele Wetzko                                                                          | Kanada Angela Coughlan Marilyn Corson Elaine Tanner Marion Lay                                                                      |
| 1972    | Vereinigte Staaten Sandy Neilson Jenny Kemp Jane Barkman Shirley Babashoff                                                          | DDR Gabriele Wetzko Andrea Eife Elke Sehmisch Kornelia Ender                                                                             | BR Deutschland Jutta Weber Heidemarie Reineck Gudrun Beckmann Angela Steinbach                                                      |
| 1976    | Vereinigte Staaten Kim Peyton Wendy Boglioli Jill Sterkel Shirley Babashoff                                                         | DDR Kornelia Ender Petra Priemer Andrea Pollack Claudia Hempel                                                                           | Kanada Gail Amundrud Barbara Clark Becky Smith Anne Jardin                                                                          |
| 1980    | DDR Barbara Krause Caren Metschuck Ines Diers Sarina Hülsenbeck                                                                     | Schweden Carina Ljungdahl Tina Gustafsson Agneta Mårtensson Agneta Eriksson                                                              | Niederlande Conny van Bentum Wilma van Velsen Reggie de Jong Annelies Maas                                                          |
| 1984    | Vereinigte Staaten Jenna Johnson Carrie Steinseifer Dara Torres Nancy Hogshead                                                      | Niederlande Annemarie Verstappen Elles Voskes Desi Reijers Conny van Bentum                                                              | BR Deutschland Iris Zscherpe Susanne Schuster Christiane Pielke Karin Seick                                                         |
| 1988    | DDR Kristin Otto Katrin Meißner Daniela Hunger Manuela Stellmach                                                                    | Niederlande Marianne Muis Mildred Muis Conny van Bentum Karin Brienesse                                                                  | Vereinigte Staaten Mary Wayte Mitzi Kremer Laura Walker Dara Torres                                                                 |
| 1992    | Vereinigte Staaten Nicole Haislett Angel Martino Jenny Thompson Dara Torres Im Vorlauf: Ashley Tappin, Crissy Ahmann-Leighton       | China Zhuang Yong Lu Bin Yang Wenyi Le Jingyi Im Vorlauf: Zhao Kun                                                                       | Deutschland Franziska van Almsick Daniela Hunger Simone Osygus Manuela Stellmach Im Vorlauf: Kerstin Kielgaß, Annette Hadding       |
| 1996    | Vereinigte Staaten Angel Martino Amy Van Dyken Catherine Fox Jenny Thompson Im Vorlauf: Lisa Jacob, Melanie Valerio                 | China Le Jingyi Chao Na Nian Yun Shan Ying                                                                                               | Deutschland Sandra Völker Simone Osygus Antje Buschschulte Franziska van Almsick Im Vorlauf: Meike Freitag                          |
| 2000    | Vereinigte Staaten Amy Van Dyken Dara Torres Courtney Shealy Jenny Thompson Im Vorlauf: Erin Phenix, Ashley Tappin                  | Niederlande Manon van Rooijen Wilma van Hofwegen Thamar Henneken Inge de Bruijn Im Vorlauf: Chantal Groot                                | Schweden Louise Jöhncke Therese Alshammar Johanna Sjöberg Anna-Karin Kammerling Im Vorlauf: Josefin Lillhage, Malin Svahnström      |
| 2004    | Australien Alice Mills Lisbeth Lenton Petria Thomas Jodie Henry Im Vorlauf: Sarah Ryan                                              | Vereinigte Staaten Kara Lynn Joyce Natalie Coughlin Amanda Weir Jenny Thompson Im Vorlauf: Colleen Lanne, Maritza Correia, Lindsay Benko | Niederlande Chantal Groot Inge Dekker Marleen Veldhuis Inge de Bruijn Im Vorlauf: Annabel Kosten                                    |
| 2008    | Niederlande Inge Dekker Ranomi Kromowidjojo Femke Heemskerk Marleen Veldhuis Im Vorlauf: Hinkelien Schreuder, Manon van Rooijen     | Vereinigte Staaten Natalie Coughlin Lacey Nymeyer Kara Lynn Joyce Dara Torres Im Vorlauf: Julia Smit, Emily Silver                       | Australien Cate Campbell Alice Mills Melanie Schlanger Lisbeth Trickett Im Vorlauf: Shayne Reese                                    |
| 2012    | Australien Alicia Coutts Cate Campbell Brittany Elmslie Melanie Schlanger Im Vorlauf: Emily Seebohm, Yolane Kukla, Lisbeth Trickett | Niederlande Inge Dekker Marleen Veldhuis Femke Heemskerk Ranomi Kromowidjojo Im Vorlauf: Hinkelien Schreuder                             | Vereinigte Staaten Missy Franklin Jessica Hardy Lia Neal Allison Schmitt Im Vorlauf: Amanda Weir, Natalie Coughlin                  |
| 2016    | Australien Emma McKeon Brittany Elmslie Bronte Campbell Cate Campbell Im Vorlauf: Madison Wilson                                    | Vereinigte Staaten Simone Manuel Abbey Weitzeil Dana Vollmer Katie Ledecky Im Vorlauf: Amanda Weir, Lia Neal, Allison Schmitt            | Kanada Sandrine Mainville Chantal van Landeghem Taylor Ruck Penny Oleksiak Im Vorlauf: Michelle Williams                            |
| 2020    | Australien Bronte Campbell Meg Harris Emma McKeon Cate Campbell Im Vorlauf: Mollie O’Callaghan, Madison Wilson                      | Kanada Kayla Sanchez Maggie MacNeill Rebecca Smith Penny Oleksiak Im Vorlauf: Taylor Ruck                                                | Vereinigte Staaten Erika Brown Abbey Weitzeil Natalie Hinds Simone Manuel Im Vorlauf: Olivia Smoliga, Catie DeLoof, Allison Schmitt |
| 2024    | Australien Mollie O’Callaghan Shayna Jack Meg Harris Emma McKeon Im Vorlauf: Bronte Campbell, Olivia Wunsch                         | Vereinigte Staaten Gretchen Walsh Torri Huske Simone Manuel Kate Douglass Im Vorlauf: Abbey Weitzeil, Erika Connolly                     | China Zhang Yufei Cheng Yujie Wu Qingfeng Yang Junxuan Im Vorlauf: Yu Yiting                                                        |

### 4 × 200 m Freistil
| Olympia | Gold | Silber | Bronze |
| ------- | --- | --- | --- |
| 1996    | Vereinigte Staaten Trina Jackson Cristina Teuscher Sheila Taormina Jenny Thompson Im Vorlauf: Lisa Jacob, Annette Salmeen, Ashley Whitney           | Deutschland Franziska van Almsick Kerstin Kielgaß Anke Scholz Dagmar Hase Im Vorlauf: Meike Freitag, Simone Osygus                               | Australien Julia Greville Nicole Stevenson Emma Johnson Susie O’Neill Im Vorlauf: Lise Mackie                                              |
| 2000    | Vereinigte Staaten Samantha Arsenault Diana Munz Lindsay Benko Jenny Thompson Im Vorlauf: Julia Stowers, Kim Black                                  | Australien Susie O’Neill Giaan Rooney Kirsten Thomson Petria Thomas Im Vorlauf: Jacinta van Lint, Elka Graham                                    | Deutschland Franziska van Almsick Antje Buschschulte Sara Harstick Kerstin Kielgaß Im Vorlauf: Meike Freitag, Britta Steffen               |
| 2004    | Vereinigte Staaten Natalie Coughlin Carly Piper Dana Vollmer Kaitlin Sandeno Im Vorlauf: Lindsay Benko, Rhi Jeffrey, Rachel Komisarz                | China Zhu Yingwen Xu Yanwei Yang Yu Pang Jiaying Im Vorlauf: Li Ji                                                                               | Deutschland Franziska van Almsick Petra Dallmann Antje Buschschulte Hannah Stockbauer Im Vorlauf: Janina Götz, Sara Harstick               |
| 2008    | Australien Stephanie Rice Bronte Barratt Kylie Palmer Linda Mackenzie Vorlauf: Felicity Galvez, Angie Bainbridge, Melanie Schlanger, Lara Davenport | China Yang Yu Zhu Qianwei Tan Miao Pang Jiaying Vorlauf: Tang Jingzhi                                                                            | Vereinigte Staaten Allison Schmitt Natalie Coughlin Caroline Burckle Katie Hoff Vorlauf: Christine Marshall, Kim Vandenberg, Julia Smit    |
| 2012    | Vereinigte Staaten Missy Franklin Dana Vollmer Shannon Vreeland Allison Schmitt Im Vorlauf: Lauren Perdue, Alyssa Anderson                          | Australien Bronte Barratt Melanie Schlanger Kylie Palmer Alicia Coutts Im Vorlauf: Brittany Elmslie, Angie Bainbridge, Jade Neilsen, Blair Evans | Frankreich Camille Muffat Charlotte Bonnet Ophélie-Cyrielle Étienne Coralie Balmy Im Vorlauf: Margaux Farrell, Mylène Lazare               |
| 2016    | Vereinigte Staaten Allison Schmitt Leah Smith Maya DiRado Katie Ledecky Im Vorlauf: Missy Franklin, Melanie Margalis, Cierra Runge                  | Australien Leah Neale Emma McKeon Bronte Barratt Tamsin Cook Im Vorlauf: Jessica Ashwood                                                         | Kanada Katerine Savard Taylor Ruck Brittany MacLean Penny Oleksiak Im Vorlauf: Kennedy Goss, Emily Overholt                                |
| 2020    | China Yang Junxuan Zhang Yufei Li Bingjie Tang Muhan Im Vorlauf: Dong Jie, Zhang Yifan                                                              | Vereinigte Staaten Allison Schmitt Paige Madden Katie McLaughlin Katie Ledecky Im Vorlauf: Brooke Forde, Bella Sims                              | Australien Leah Neale Emma McKeon Ariarne Titmus Madison Wilson Im Vorlauf: Tamsin Cook, Meg Harris, Mollie O’Callaghan, Brianna Throssell |
| 2024    | Australien Mollie O’Callaghan Lani Pallister Brianna Throssell Ariarne Titmus Im Vorlauf: Jamie Perkins, Shayna Jack                                | Vereinigte Staaten Claire Weinstein Paige Madden Katie Ledecky Erin Gemmell Im Vorlauf: Anna Peplowski, Simone Manuel, Alex Shackell             | China Yang Junxuan Li Bingjie Ge Chutong Liu Yaxin Im Vorlauf: Kong Yaqi, Tang Muhan                                                       |

### 4 × 100 m Lagen
| Olympia | Gold | Silber | Bronze |
| ------- | --- | --- | --- |
| 1960    | Vereinigte Staaten Lynn Burke Patty Kempner Carolyn Schuler Christina von Saltza                                                                           | Australien Marilyn Wilson Rosemary Lassig Jan Andrew Dawn Fraser                                                                                              | Deutschland Ingrid Schmidt Ursula Küper Bärbel Fuhrmann Ursel Brunner                                                        |
| 1964    | Vereinigte Staaten Cathy Ferguson Cynthia Goyette Sharon Stouder Kathleen Ellis                                                                            | Niederlande Corrie Winkel Klenie Bimolt Ada Kok Erica Terpstra                                                                                                | Sowjetunion Tatjana Saweljewa Swetlana Babanina Tatjana Dewjatowa Natalja Ustinowa                                           |
| 1968    | Vereinigte Staaten Kaye Hall Catherine Ball Ellie Daniel Susan Pedersen                                                                                    | Australien Lynne Watson Judy Playfair Lynette McClements Janet Steinbeck                                                                                      | BR Deutschland Angelika Kraus Uta Frommater Heike Hustede Heidemarie Reineck                                                 |
| 1972    | Vereinigte Staaten Melissa Belote Catherine Carr Deena Deardurff Sandy Neilson                                                                             | DDR Christine Herbst Renate Vogel Roswitha Beier Kornelia Ender                                                                                               | BR Deutschland Silke Pielen Verena Eberle Gudrun Beckmann Heidemarie Reineck                                                 |
| 1976    | DDR Ulrike Richter Hannelore Anke Andrea Pollack Kornelia Ender                                                                                            | Vereinigte Staaten Linda Jezek Lauri Siering Camille Wright Shirley Babashoff                                                                                 | Kanada Susan Sloan Robin Corsiglia Wendy Hogg Anne Jardin                                                                    |
| 1980    | DDR Rica Reinisch Ute Geweniger Andrea Pollack Caren Metschuck                                                                                             | Großbritannien Helen Jameson Margaret Kelly-Hohmann Ann Osgerby June Croft                                                                                    | Sowjetunion Jelena Kruglowa Elwira Wassilkowa Alla Grischtschenkowa Natalja Strunnikowa                                      |
| 1984    | Vereinigte Staaten Theresa Andrews Tracy Caulkins Mary T. Meagher Nancy Hogshead                                                                           | BR Deutschland Svenja Schlicht Ute Hasse Ina Beyermann Karin Seick                                                                                            | Kanada Reema Abdo Anne Ottenbrite Michelle MacPherson Pamela Rai                                                             |
| 1988    | DDR Kristin Otto Silke Hörner Birte Weigang Katrin Meißner                                                                                                 | Vereinigte Staaten Beth Barr Tracey McFarlane Janel Jorgensen Mary Wayte                                                                                      | Kanada Lori Melien Allison Higson Jane Kerr Andrea Nugent                                                                    |
| 1992    | Vereinigte Staaten Crissy Ahmann-Leighton Lea Loveless Anita Nall Jenny Thompson Im Vorlauf: Janie Wagstaff, Megan Kleine, Summer Sanders, Nicole Haislett | Deutschland Franziska van Almsick Jana Dörries Dagmar Hase Daniela Hunger Im Vorlauf: Daniela Brendel, Betina Ustrowski, Simone Osygus                        | Vereintes Team Nina Zhivanevskaya Olha Kyrytschenko Natalia Meschtscherjakowa Jelena Rudkowskaja Im Vorlauf: Jelena Schubina |
| 1996    | Vereinigte Staaten Beth Botsford Amanda Beard Angel Martino Amy Van Dyken Im Vorlauf: Catherine Fox, Whitney Hedgepeth, Kristine Quance, Jenny Thompson    | Australien Nicole Stevenson Samantha Riley Susie O’Neill Sarah Ryan Helen Denman, Angela Kennedy                                                              | China Chen Yan Han Xue Cai Huijue Shan Ying                                                                                  |
| 2000    | Vereinigte Staaten Barbara Bedford Megan Quann Jenny Thompson Dara Torres Im Vorlauf: Courtney Shealy, Ashley Tappin, Amy Van Dyken, Staciana Stitts       | Australien Dyana Calub Leisel Jones Petria Thomas Susie O’Neill Im Vorlauf: Giaan Rooney, Tarnee White, Sarah Ryan                                            | Japan Mai Nakamura Masami Tanaka Junko Ōnishi Sumika Minamoto                                                                |
| 2004    | Australien Giaan Rooney Leisel Jones Petria Thomas Jodie Henry Im Vorlauf: Brooke Hanson, Jessicah Schipper, Alice Mills                                   | Vereinigte Staaten Natalie Coughlin Amanda Beard Jenny Thompson Kara Lynn Joyce Im Vorlauf: Haley Cope, Tara Kirk, Rachel Komisarz, Amanda Weir               | Deutschland Antje Buschschulte Sarah Poewe Franziska van Almsick Daniela Götz                                                |
| 2008    | Australien Emily Seebohm Leisel Jones Jessicah Schipper Lisbeth Trickett Im Vorlauf: Tarnee White, Felicity Galvez, Shayne Reese                           | Vereinigte Staaten Natalie Coughlin Rebecca Soni Christine Magnuson Dara Torres Im Vorlauf: Margaret Hoelzer, Megan Jendrick, Elaine Breeden, Kara Lynn Joyce | China Zhao Jing Sun Ye Zhou Yafei Pang Jiaying Im Vorlauf: Xu Tianlongzi                                                     |
| 2012    | Vereinigte Staaten Missy Franklin Rebecca Soni Dana Vollmer Allison Schmitt Im Vorlauf: Rachel Bootsma, Breeja Larson, Claire Donahue, Jessica Hardy       | Australien Emily Seebohm Leisel Jones Alicia Coutts Melanie Schlanger Im Vorlauf: Brittany Elmslie                                                            | Japan Aya Terakawa Satomi Suzuki Yuka Katō Haruka Ueda                                                                       |
| 2016    | Vereinigte Staaten Kathleen Baker Lilly King Dana Vollmer Simone Manuel Im Vorlauf: Olivia Smoliga, Katie Meili, Kelsi Worrell, Abbey Weitzeil             | Australien Emily Seebohm Taylor McKeown Emma McKeon Cate Campbell Im Vorlauf: Madison Wilson, Madeline Groves, Brittany Elmslie                               | Dänemark Mie Østergaard Nielsen Rikke Møller Pedersen Jeanette Ottesen Pernille Blume                                        |
| 2020    | Australien Kaylee McKeown Chelsea Hodges Emma McKeon Cate Campbell Im Vorlauf: Emily Seebohm, Brianna Throssell, Mollie O’Callaghan                        | Vereinigte Staaten Regan Smith Lydia Jacoby Torri Huske Abbey Weitzeil Im Vorlauf: Rhyan White, Lilly King, Claire Curzan, Erika Brown                        | Kanada Kylie Masse Sydney Pickrem Maggie MacNeil Penny Oleksiak Im Vorlauf: Kayla Sanchez, Taylor Ruck                       |
| 2024    | Vereinigte Staaten Regan Smith Lilly King Gretchen Walsh Torri Huske Im Vorlauf: Katharine Berkoff, Emma Weber, Alex Shackell, Kate Douglass               | Australien Kaylee McKeown Jenna Strauch Emma McKeon Mollie O’Callaghan Im Vorlauf: Iona Anderson, Ella Ramsay, Alexandria Perkins, Meg Harris                 | China Wan Letian Tang Qianting Zhang Yufei Yang Junxuan Im Vorlauf: Wang Xue'er, Yu Yiting, Wu Qingfeng                      |

## Nicht mehr ausgetragene Wettbewerbe

### 300 m Freistil
| Olympia | Gold              | Silber              | Bronze          |
| ------- | ----------------- | ------------------- | --------------- |
| 1920    | Ethelda Bleibtrey | Margaret Woodbridge | Frances Schroth |